# Bogumiła Reszke
Bogumiła Reszke (ur. 1947) – polska wiolonczelistka i pedagog.

## Życiorys
Laureatka I nagrody Międzynarodowego Konkursu Muzycznego w Genewie (1971, jednogłośnie) oraz IV nagrody Międzynarodowego Konkursu w Budapeszcie (1968). Jako pedagog prowadziła warsztaty, w których uczestniczyli m.in. Urszula Marciniec-Mazur, Marzena Drzymała, Maciej Jezierski. 